# Contraosta
En náutica, la Contraosta es el cabo o aparejo que para sujetar el pico de una vela cangreja o la entena de una vela latina se da en ayuda de la osta de barlovento cuando se teme que esa falte.